# Павловния
Павло́вния (лат. Paulównia), или Ада́мово де́рево, — род растений семейства Павловниевые (Paulowniaceae) (ранее этот род иногда относили к семейству Бигнониевые и Норичниковые).
Название «павловния» появилось из-за ошибки немецких естествоиспытателей Филиппа Зибольда и Йозефа Цуккарини: они хотели дать растению название по имени дочери императора Павла I Анны Павловны (1795—1865), но назвать род словом Anna было невозможно, поскольку такой род уже существовал, а отчество Павловна они сочли вторым именем.

## Описание

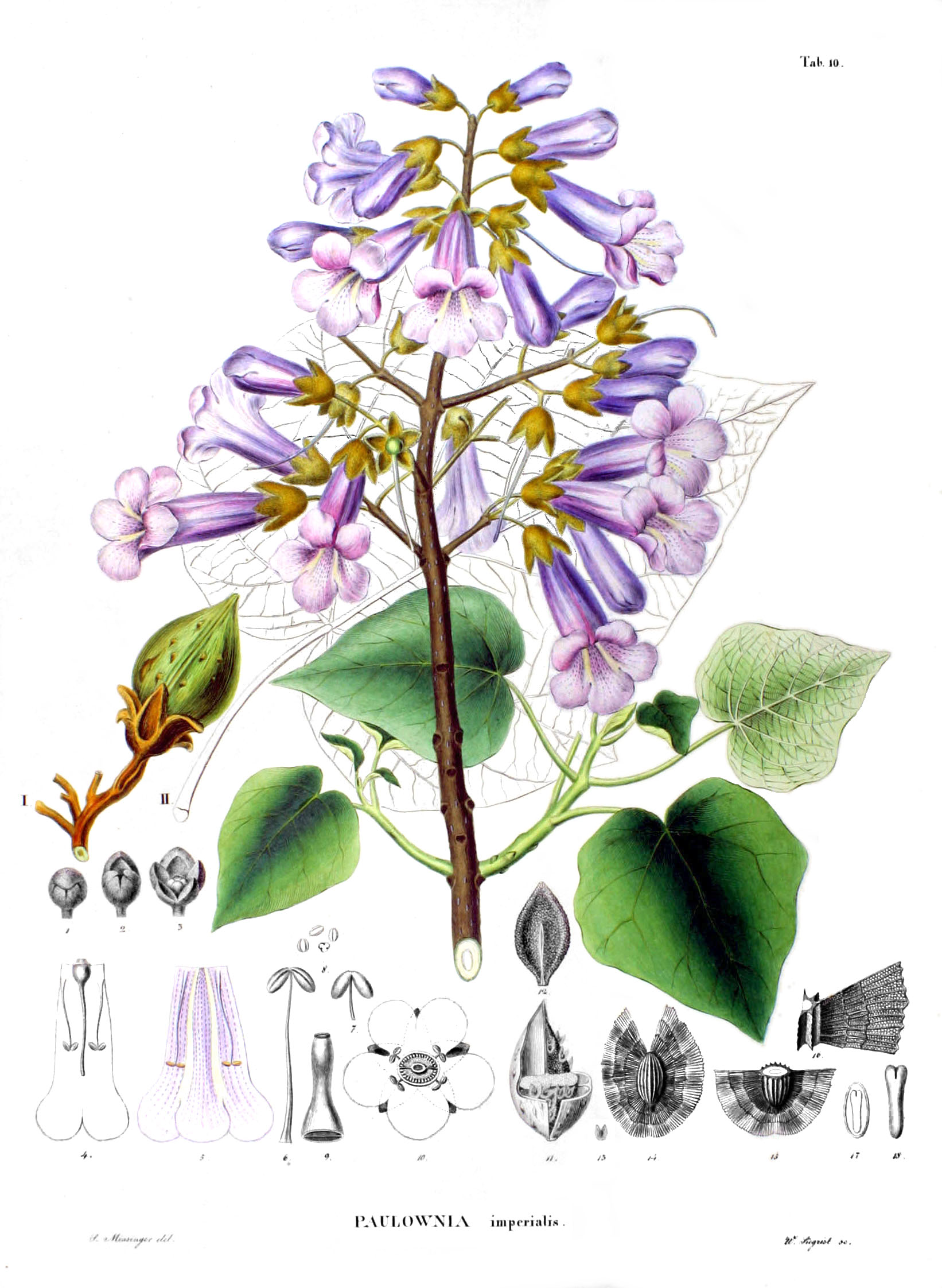
. Ботаническая иллюстрация из книги Зибольда и Цуккарини Flora Japonica, 1870

Павловнии — листопадные высокие деревья.
Ствол прямой, крона раскидистая.
Листья супротивные, на длинных черешках. Листовая пластинка крупная, глубокозубчатая или трёхлопастная. Край листа цельный. Прилистников нет.
Цветки крупные, фиолетово-сиреневые, иногда почти белые, в метельчатых соцветиях на концах побегов. Чашечка колокольчатая.
Плод — коробочка. Семена мелкие, крылатые.

## Ареал
Растёт на Дальнем Востоке и в Юго-Восточной Азии: Китай (Аньхой, Фуцзянь, Гуандун, Хубэй, Цзянси, Сычуань, Юньнань), Корея, Тайвань, Лаос, Вьетнам.
В садах и парках Европы и Северной Америки культивируют павловнию войлочную, или императорскую (Paulownia tomentosa) — дерево высотой 15—20 м с широкой кроной и крупными (длиной до 30 см и шириной до 25 см) цельнокрайными листьями на длинных черешках. Цветки бледно-фиолетовые, в прямостоячих пирамидальных соцветиях; цветение — до появления листьев. Коробочки сохраняются на дереве иногда до следующего лета.
В России и сопредельных странах в культуре: на Кавказе, в Калининградской области; на западе и юге Украины, на Южном берегу Крыма; севернее — зимой обмерзает.

## Ботаническая классификация
По данным сайта GRIN, род состоит из 5 видов:
- Paulownia elongata S.Y.Hu
- Paulownia fortunei (Seem.) Hemsl., синонимы: Paulownia duclouxii Dode, Paulownia mikado T.Ito
- Paulownia kawakamii T.Ito
- Paulownia speciosa hort.
- Paulownia tomentosa (Thunb.) Steud.[2], синоним Paulownia imperialis Siebold & Zucc.

По данным сайта The Plant List род включает 7 видов
:
- Paulownia catalpifolia T.Gong ex D.Y.Hong — Павловния катальполистная
- Paulownia elongata S.Y.Hu — Павловния продолговатая[4]
- Paulownia fargesii Franch. — Павловния Фаргеза
- Paulownia fortunei (Seem.) Hemsl. — Павловния Форчуна
- Paulownia kawakamii T.Itô — Павловния Каваками — вид насчитывал в 1997 году всего 13 взрослых деревьев в дикой природе (все — на острове Тайвань) и был исчезающим[5].
- Paulownia taiwaniana T.W.Hu & H.J.Chang (рус. Павловния тайваньская)
- Paulownia tomentosa Steud. — Павловния войлочная

## Применение
Ценное быстро растущее садово-парковое дерево для выращивания в районах с тёплым и влажным климатом.
Древесина павловнии лёгкая, мягкая; в Китае и Японии её используют для изготовления музыкальных инструментов, мебели, мелких поделок, разделочных досок, а также горных лыж и сноубордов.
Применяется для изготовления оснований ракеток для настольного тенниса.

## Фотогалерея

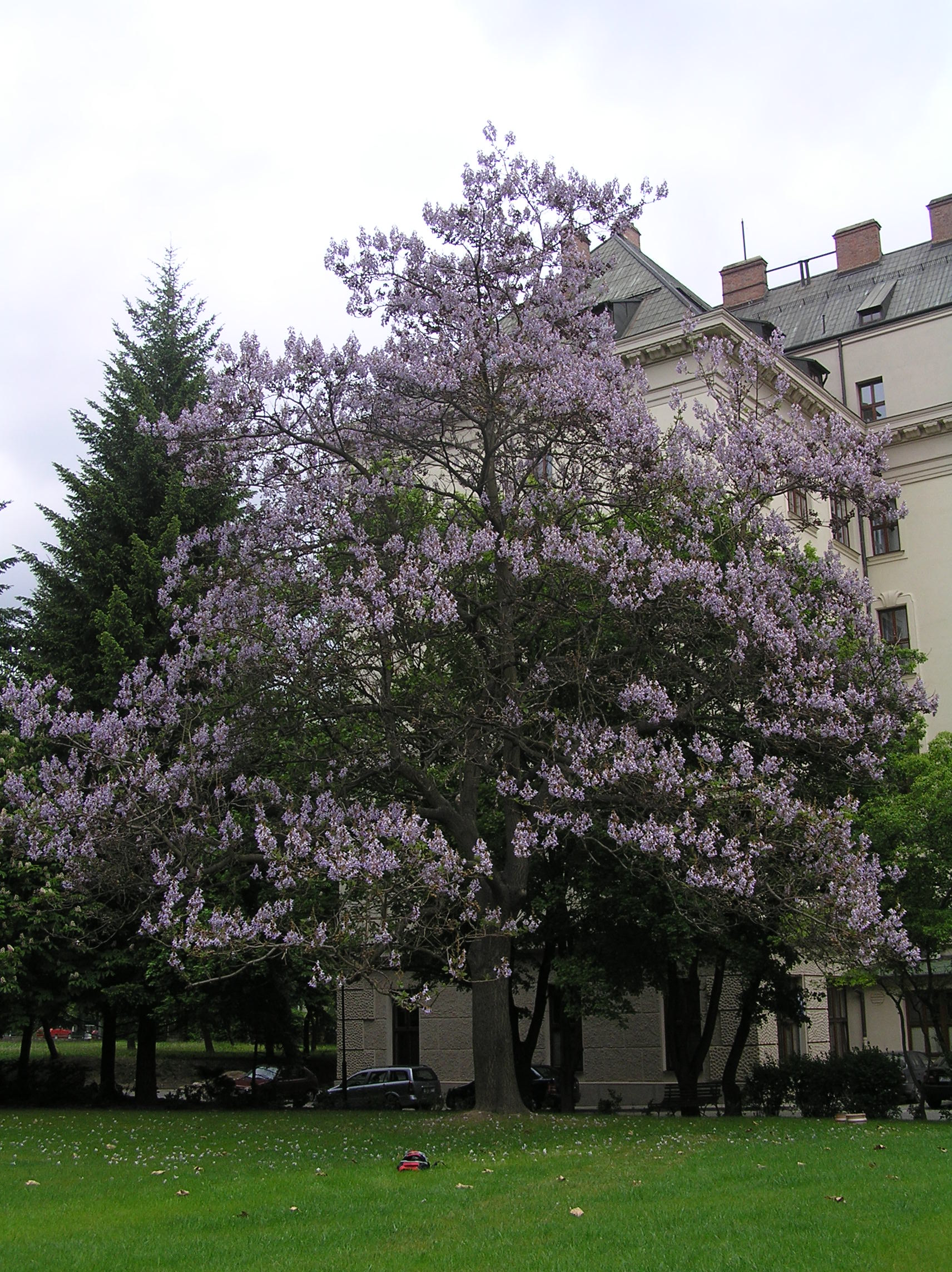
Общий вид дерева Paulownia tomentosa
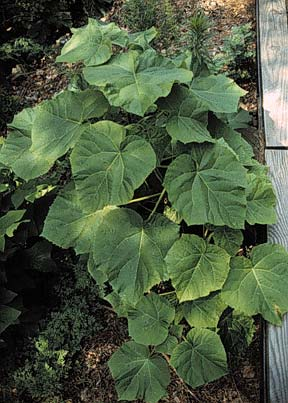
Листья Paulownia imperialis
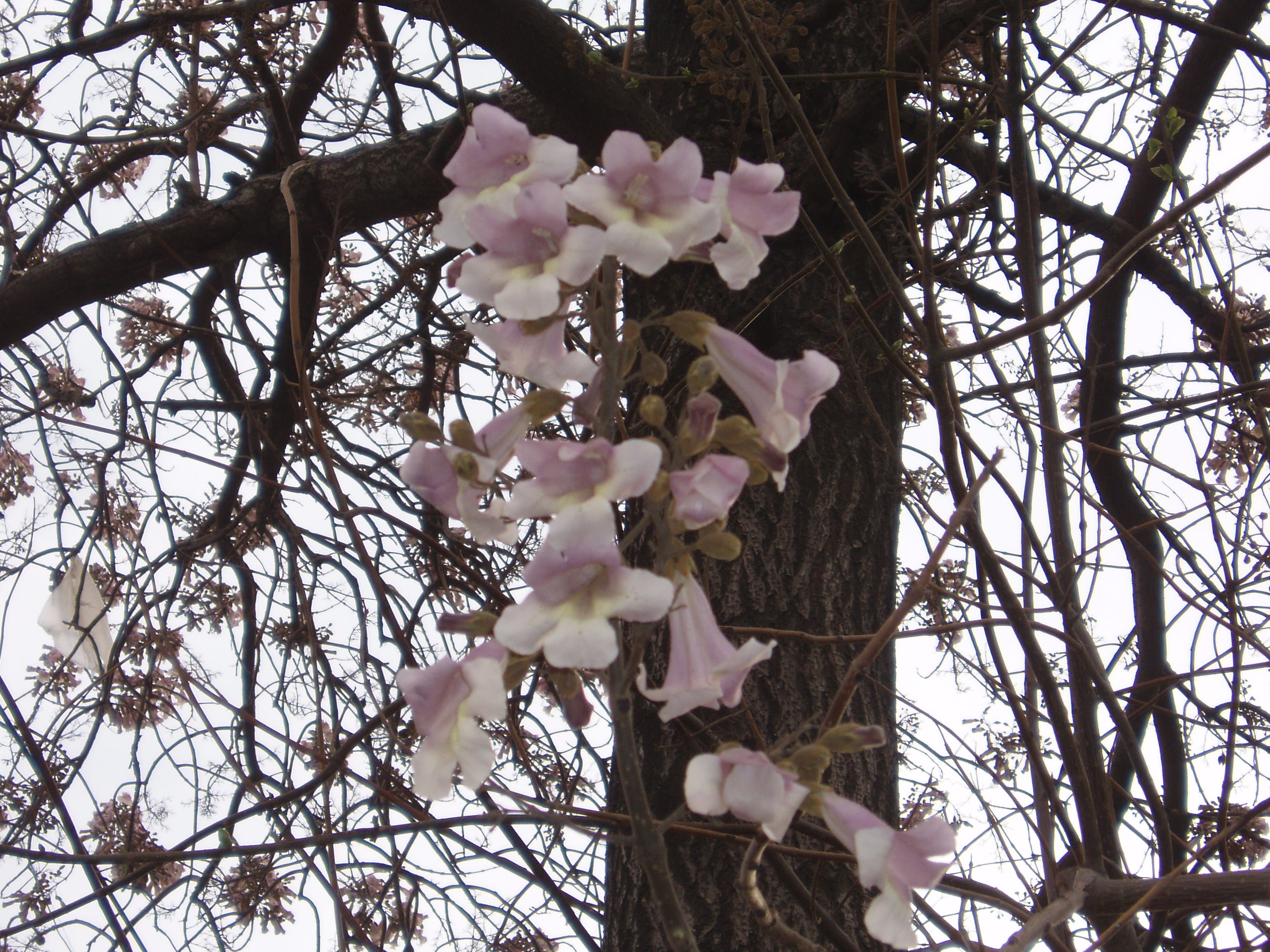
Цветки Paulownia fortunei